# PSPP (Software)
PSPP ist eine Software zur Analyse von statistischen Daten. Das Programm ist als freier und völlig kompatibler Ersatz für das proprietäre Programm SPSS konzipiert, deckt allerdings bisher nur einen begrenzten Umfang von dessen Funktionen ab. Es verfügt über eine grafische Benutzeroberfläche sowie die Möglichkeit der Steuerung über eine Kommandozeile.

## Funktionen
PSPP kann Excel-, Gnumeric-, OpenDocument-Spreadsheet-, CSV-, ASCII- und Postgres-Daten importieren und in das SPSS-Portable-, das SPSS-System- und das ASCII-Format exportieren. Mit PSPP lassen sich t-Tests, Varianzanalysen, lineare Regressionen und eine Vielzahl anderer statistischer Operationen durchführen. Das Programm verfügt über vielfältige Möglichkeiten, um Daten zu rekodieren, umzuordnen und zu verändern.

## Hintergrund
Das PSPP-Projekt wurde initiiert, um Benutzern die Möglichkeit zu geben, die Einschränkungen von SPSS zu vermeiden. Unter den Nutzungsbedingungen von SPSS ist es Kunden verboten, das Programm zu kopieren oder zu verändern. SPSS kann gekauft oder gemietet werden. Es steht auch eine kostenlose Vollversion von SPSS, dem Original, zum Download bereit. Diese Testversion ist nach der Installation 14 Tage lauffähig. In neueren Versionen von SPSS ist ein digitales Rechtemanagement eingebaut, das dazu dient, die Nutzung der Software nach Ablauf der Mietfrist zu verhindern. Der Nutzer der Mietversion muss nach einem Jahr die Lizenz erneuern.
Die Kauflizenz ist uneingeschränkt und unbefristet nutzbar.
Eine Einschränkung von Laufzeit und Variablenanzahl besteht nur bei der über den Buchhandel erwerbbaren Studentenlizenz von SPSS. Diese wird aber nicht vom Hersteller von SPSS selbst vertrieben, sondern von einem eigenständigen Unternehmen.
Der Autor von PSPP entschloss sich daher, eine freie, zu SPSS vollständig kompatible Alternative zu schaffen, welche weder einen Ablauf der Lizenz noch eine künstliche Einschränkung der Variablenzahl kennt und bei der es jedem gestattet ist, sie zu kopieren, zu modifizieren und zu tauschen.
Der Name PSPP ist eine Anspielung auf das proprietäre Pendant SPSS, besitzt im Gegensatz zu diesem aber keine offizielle Bedeutung. Stattdessen unterbreitet der Autor mehrere Vorschläge wie Perfect Statistics Professionally Presented oder People Should Prefer PSPP.
PSPP ist in C geschrieben und benutzt die GNU Scientific Library für seine mathematischen Routinen und plotutils, um Diagramme zu generieren.